# Football Club Femminile Como 2000 2014-2015
Questa pagina raccoglie i dati riguardanti il Football Club Femminile Como 2000 Associazione Sportiva Dilettantistica nelle competizioni ufficiali della stagione 2014-2015.

## Stagione
La stagione del Como 2000 è iniziata il 7 settembre con il primo dei due incontri di gara 5 che ha disputato nel primo turno eliminatorio della Coppa Italia. Ha superato il turno preliminare vincendo entrambe le partite con il Pro Lissone, 4-1 fuori casa all'andata e 3-0 nel ritorno casalingo. Nei sedicesimi di finale incontra l'Inter Milano venendone sconfitto fuori casa per 2-1 e di conseguenza eliminato dal torneo.
Al suo settimo campionato in Serie A, il quarto consecutivo dal suo ritorno alla massima serie italiana, la squadra ha concluso all'undicesimo posto, posizione che la costringe alla retrocessione in cadetteria per la stagione di Serie B 2015-2016.

## Rosa
Rosa e ruoli, aggiornati alla fine del campionato.
| N. |                   | Ruolo | Calciatrice          |
| -- | ----------------- | ----- | -------------------- |
|    | Italia (bandiera) | P     | Marisa Gorno         |
|    | Italia (bandiera) | P     | Alessia Piazza       |
|    | Italia (bandiera) | P     | Eleonora Pini        |
|    | Italia (bandiera) | P     | Rossella Presutti    |
|    | Italia (bandiera) | D     | Rita Bertoni         |
|    | Italia (bandiera) | D     | Ana Carolina Cannone |
|    | Italia (bandiera) | D     | Federica Clerici     |
|    | Italia (bandiera) | D     | Martina Cortesi      |
|    | Italia (bandiera) | D     | Chiara Nespoli       |
|    | Italia (bandiera) | D     | Giada Oliviero       |
|    | Italia (bandiera) | D     | Francesca Sampietro  |
|    | Italia (bandiera) | D     | Francesca Tagini     |
|    | Italia (bandiera) | D     | Letizia Varisco      |
|    | Italia (bandiera) | C     | Giulia Ambrosetti    |

| N. |                   | Ruolo | Calciatrice              |
| -- | ----------------- | ----- | ------------------------ |
|    | Italia (bandiera) | C     | Elena Cascarano          |
|    | Italia (bandiera) | C     | Laura Fusetti (Capitano) |
|    | Italia (bandiera) | C     | Martina Galletti         |
|    | Italia (bandiera) | C     | Michela Pellizzoni       |
|    | Italia (bandiera) | C     | Federica Ubbiali         |
|    | Italia (bandiera) | C     | Marta Zanini             |
|    | Italia (bandiera) | A     | Alice Lidia Cama         |
|    | Italia (bandiera) | A     | Francesca Cavaliere      |
|    | Italia (bandiera) | A     | Aurelia Del Vecchio      |
|    | Italia (bandiera) | A     | Lisa Erba                |
|    | Italia (bandiera) | A     | Caterina Magatti         |
|    | Italia (bandiera) | A     | Denise Mazzola           |
|    | Italia (bandiera) | A     | Francesca Riella         |
|    | Italia (bandiera) | A     | Federica Troiano         |

## Risultati

### Serie A

#### Girone di andata
| Arbitro: | Gabriele Filomena (Collegno) |

|                        |           |                                      |
| Ambrosetti 2’ Cama 77’ | Marcatori | 37’ Longato 75’ Cimatti 88’ Principi |

| Arbitro: | Carmine Luciano (Bologna) |

|                                                                                  |           |  |
| Gabbiadini 20’ (rig.), 46’ (rig.) Bonetti 21’ Fusetti 27’ (aut.) Panico 38’, 56’ | Marcatori |  |

| Arbitro: | Filippo Prior (Ivrea) |

|  |           |                              |
|  | Marcatori | 11’, 26’ Zuliani 14’ Brumana |

| Arbitro: | Tommaso Betta (Bolzano) |

|                                          |           |  |
| Mason 2’ Iannella 14’ Cambiaghi 65’, 82’ | Marcatori |  |

| Arbitro: | Francesco Carrione (Castellammare di Stabia) |

|                     |           |                 |
| Pirone 8’, 53’, 55’ | Marcatori | 70’ (rig.) Erba |

| Arbitro: | Stefano Belfiore (Parma) |

|  |           |                             |
|  | Marcatori | 32’ Nocchi 65’ Vicchiarello |

| Arbitro: | Marco Bozzo (San Donà di Piave) |

|                                     |           |          |
| Pugnali 56’ Caccamo 85’ Baldini 92’ | Marcatori | 28’ Erba |

| Arbitro: | Francesco Croce (Novara) |

|             |           |             |
| Cortesi 75’ | Marcatori | 28’ Laterza |

| Arbitro: | Francesco Alberti (Imola) |

|                                                                            |           |                     |
| Girelli 19’, 25’ (rig.), 28’, 85’ Alborghetti 56’ Sabatino 83’ Rosucci 89’ | Marcatori | 9’ Erba 51’ Cannone |

| Arbitro: | Simone Biffi (Treviglio) |

|             |           |                                           |
| Mazzola 50’ | Marcatori | 4’, 15’, 86’ Sodini 39’ Cerato 75’ Errico |

| Arbitro: | Paride Tremolada (Monza) |

|  |           |                                   |
|  | Marcatori | 9’, 75’ Erba 64’ Cama 93’ Magatti |

| Arbitro: | Ludwig Raus (Brescia) |

|                      |           |              |
| Cama 60’ Cortesi 73’ | Marcatori | 80’ Clelland |

| Arbitro: | Luca Ragone (Ciampino) |

|                                                   |           |  |
| Serrano 2’ Marchese 3’, 42’ Domenichetti 45’, 87’ | Marcatori |  |

#### Girone di ritorno
| Arbitro: | Michele Scarpino (Bologna) |

|              |           |             |
| Piemonte 37’ | Marcatori | 22’ Mazzola |

| Arbitro: | Mauro Bracconi (Brescia) |

|  |           |                                                                                 |
|  | Marcatori | 10’ Bonetti 14’, 60’ Panico 53’ Gabbiadini 68’ Di Criscio 82’ Sipos 90’ Fuselli |

| Arbitro: | Armando Ongarato (Castelfranco Veneto) |

|            |           |             |
| Frizza 15’ | Marcatori | 29’ Fusetti |

| Arbitro: | Paride Tremolada (Monza) |

|  |           |                                                       |
|  | Marcatori | 1’ Mauri 7’, 85’ Giacinti 27’, 62’ Iannella 89’ Cervi |

| Ponte Lambro 28 febbraio 2015 18ª giornata | Como 2000              | 0 – 0 referto | Res Roma | Stadio Comunale\| Arbitro: \| Emilio Zanotti (Pavia) \| |
| Arbitro:                                   | Emilio Zanotti (Pavia) |               |          |                                                         |

| Arbitro: | Mattia Barbolini (Modena) |

|  |           |             |
|  | Marcatori | 81’ Cortesi |

| Arbitro: | Ludwig Raus (Brescia) |

|          |           |                                |
| Cama 17’ | Marcatori | 80’ Pugnali 57’ Tucceri Cimini |

| 29 marzo 2015 21ª giornata | Pordenone                 | 0 – 0 referto | Como 2000 | \| Arbitro: \| Giorgio Lazzaroni (Udine) \| |
| Arbitro:                   | Giorgio Lazzaroni (Udine) |               |           |                                             |

| Arbitro: | Federico Mezzalira (Varese) |

|          |           |                                                                 |
| Cama 71’ | Marcatori | 39’, 60’ Girelli 51’, 83’ Bonansea 64’ Boattin 84’, 86’ Tarenzi |

| Arbitro: | Edoardo Borca (Torino) |

|  |           |          |
|  | Marcatori | 15’ Erba |

| Arbitro: | Giorgio Ravera (Lodi) |

|                              |           |                          |
| Salvi 21’ (aut.) Fusetti 47’ | Marcatori | 52’ Massussi 94’ Zangari |

| Arbitro: | Cosimo Contini (Matera) |

|              |           |               |
| Clelland 87’ | Marcatori | 27’, 41’ Cama |

| Arbitro: | Andrea Gatti (Gallarate) |

|          |           |           |
| Cama 25’ | Marcatori | 83’ Pinna |

### Coppa Italia

#### Turno preliminare
Gara 5
| Arbitro: | Emilio Zanotti (Pavia) |

|             |           |                               |
| Ubbiali 20’ | Marcatori | 40’, 61’, 87’ Erba 40’ Ghezzi |

| Arbitro: | Sajmir Kumara (Verona) |

|                             |           |  |
| Pellizzoni 2’ Erba 72’, 83’ | Marcatori |  |

#### Sedicesimi di finale
| Arbitro: | Edoardo Borca (Torino) |

|                |           |              |
| Velati 7’, 36’ | Marcatori | 8’ Cascarano |

## Statistiche

### Statistiche di squadra
| Competizione | Punti | In casa | In casa | In casa | In casa | In casa | In casa | In trasferta | In trasferta | In trasferta | In trasferta | In trasferta | In trasferta | Totale | Totale | Totale | Totale | Totale | Totale | DR  |
| Competizione | Punti | G       | V       | N       | P       | Gf      | Gs      | G            | V            | N            | P            | Gf           | Gs           | G      | V      | N      | P      | Gf     | Gs     | DR  |
| ------------ | ----- | ------- | ------- | ------- | ------- | ------- | ------- | ------------ | ------------ | ------------ | ------------ | ------------ | ------------ | ------ | ------ | ------ | ------ | ------ | ------ | --- |
| Serie A      | 22    | 13      | 1       | 4       | 8       | 11      | 40      | 13           | 4            | 3            | 6            | 14           | 31           | 26     | 5      | 7      | 14     | 25     | 71     | -46 |
| Coppa Italia | -     | 1       | 1       | 0       | 0       | 3       | 0       | 2            | 1            | 0            | 1            | 5            | 3            | 3      | 2      | 0      | 1      | 8      | 3      | +5  |
| Totale       | -     | 14      | 2       | 4       | 8       | 14      | 40      | 15           | 5            | 3            | 7            | 19           | 34           | 29     | 7      | 7      | 15     | 33     | 74     | -17 |

### Andamento in campionato
| Giornata  | 1 | 2 | 3 | 4 | 5 | 6 | 7 | 8 | 9 | 10 | 11 | 12 | 13 | 14 | 15 | 16 | 17 | 18 | 19 | 20 | 21 | 22 | 23 | 24 | 25 | 26 |
| --------- | - | - | - | - | - | - | - | - | - | -- | -- | -- | -- | -- | -- | -- | -- | -- | -- | -- | -- | -- | -- | -- | -- | -- |
| Luogo     | C | T | C | T | T | C | T | C | T | C  | T  | C  | T  | T  | C  | T  | C  | C  | T  | C  | T  | C  | T  | C  | T  | C  |
| Risultato | P | P | P | P | P | P | P | N | P | P  | V  | V  | P  | N  | P  | N  | P  | N  | V  | P  | N  | P  | V  | N  | V  | N  |
| Posizione |   |   |   |   |   |   |   |   |   |    |    |    |    |    |    |    |    |    |    |    | 12 |    | 11 | 11 | 11 | 11 |

Legenda:

Luogo: C = Casa; T = Trasferta. Risultato: V = Vittoria; N = Pareggio; P = Sconfitta.